# Palemonoïdeus
Els palemonoïdeus (Palaemonoidea) són una superfamília de crustacis decàpodes, la més nombrosa de l'infraordre dels carideus. Alguns dels seus exemplars litorals es capturen fàcilment i s'han convertit en uns dels decàpodes més estudiats.

## Taxonomia
Aquesta superfamília se subdivideix en 8 famílies:
- Família Desmocarididae Borradaile, 1915
- Família Euryrhynchidae Holthuis, 1950
- Família Palaemonidae Rafinesque, 1815
- Família Typhlocarididae Annandale & Kemp, 1913

La principal família al Mediterrani occidental és la dels palemònids, amb algunes espècies litorals molt comunes.

## Referències

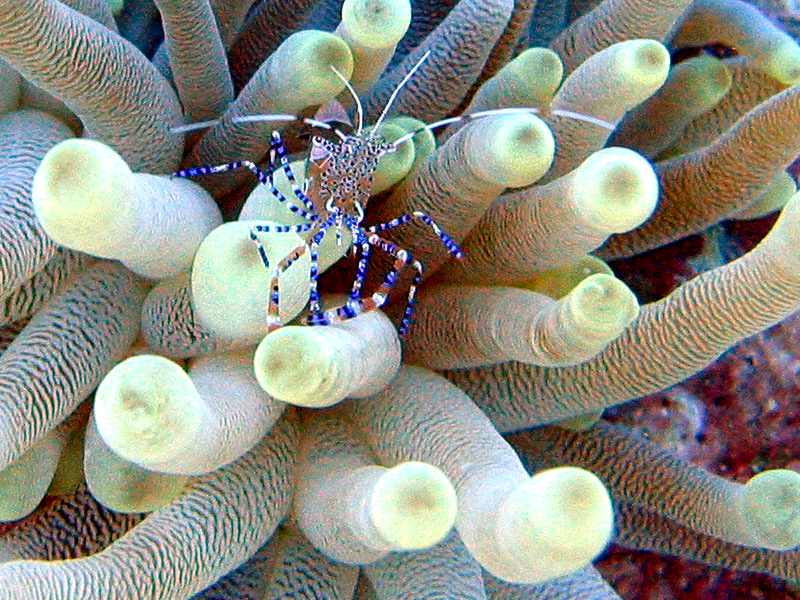
Periclimenes yucatanicus.